# 鴎島町
鴎島町（かもめじまちょう）は、新潟県新潟市東区の町字。郵便番号は950-0883。

## 概要
昭和20年代から現在までの町名。もとは焼島潟の埋立地で、工業地帯を形成している。

### 隣接する町字
北から東回り順に、以下の町字と隣接する。
- 下木戸
- 榎
- 榎町
- 王瀬新町

※ 通船川を挟んで上王瀬町と隣接。

## 歴史
- 2007年（平成19年）4月1日 : 新潟市の政令指定都市移行により、東区の町丁となる。

## 主な企業・施設
- 旭カーボン

## 交通

### 道路
- 新潟県道4号新潟港横越線